# Andradea floribunda
Andradea floribunda ist ein Baum in der Familie der Wunderblumengewächse aus dem östlichen Brasilien. Es ist die einzige Art der Gattung Andradea. Der Gattungsname ehrt den brasilianischen Staatsmann und Naturforscher José Bonifácio de Andrada e Silva (1763–1838).

## Beschreibung
Andradea floribunda wächst als immergrüner Baum bis zu 18 Meter hoch. Der Stammdurchmesser erreicht 60–80 Zentimeter. Der Stamm ist geriffelt und es sind Wurzelanläufe vorhanden. Die bräunliche Borke ist feinfurchig.
Die einfachen und wechselständigen Laubblätter sind kurz gestielt. Der schlanke, leicht behaarte Blattstiel ist 0,8–1,7 Zentimeter lang. Die ganzrandigen, eiförmigen bis elliptischen oder verkehrt-eiförmigen Blätter sind unterseits leicht behaart bis fast kahl und 6–12 Zentimeter lang 2–6 Zentimeter breit. An der Spitze sind sie bespitzt bis spitz.
Es werden end- oder achselständige, kürzere und gräulich behaarte Rispen gebildet. Die kurz gestielten, (unbekannt; zwittrig und/oder eingeschlechtlich) Blüten sind mit einfacher Blütenhülle. Das beständige, kurz verwachsene, außen gelbliche, innen weiß-grünliche Perianth ist meist dreiteilig mit langen und ausladenden Zipfeln. Es sind bis 20 an der Basis verwachsene Staubblätter vorhanden. Der behaarte Fruchtknoten ist oberständig mit einem kurzen, etwas kurvigen Griffel mit seitlicher, länglicher Narbe.
Es werden rundliche bis eiförmige und einsamige, etwa bis 5 Millimeter große, membranöse Früchte, mit dünnem Perikarp, mit beständigem Griffel und mit dem beständigen, dreiflügeligen Perianth an der Basis gebildet (Scheinfrucht). Die rundlichen Samen sind schwärzlich und bis 4 Millimeter groß.